# Nolina atopocarpa
Nolina atopocarpa es una especie de planta con rizoma perteneciente a la familia de las asparagáceas. Es originaria de  Norteamérica.

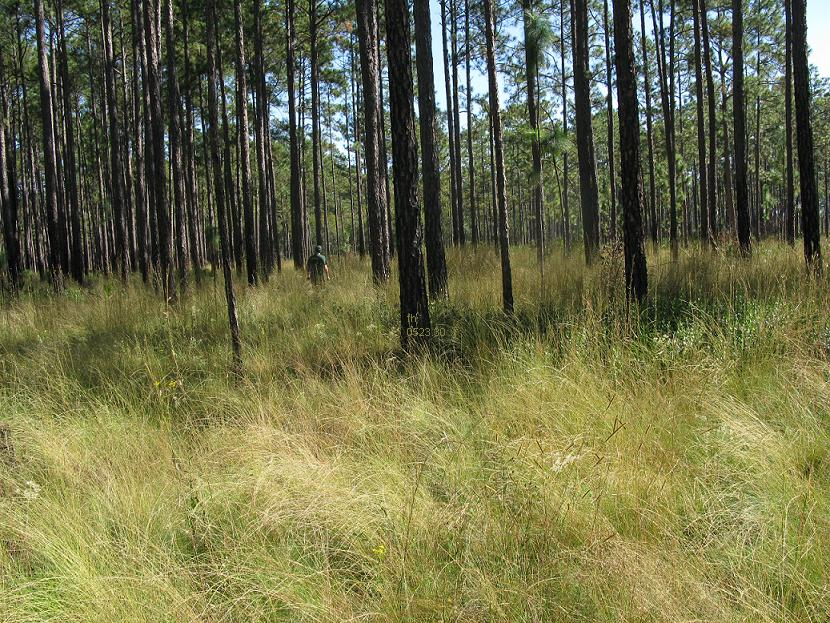
En su hábitat

## Descripción
Es una planta casi sin tallo, cespitosa, en rosetas basales como las bulbosas, con caudices verticales subterráneos. La lámina de la hoja con forma de alambre, laxa o rígida, aplanada, de 45-85 cm x 1,5-4,5 mm, glauca, los márgenes serrulados, con dientes cartilaginosos muy juntos, rara vez entera. El escapo de 2.5-6 dm. Inflorescencias racemosas, a veces ramificadas, de 6.5-9 dm × 0.7-2.8 (-20) cm, brácteas caducas, ápice agudo, frágil. El fruto en cápsulas asimétricas, redondeadas, infladas, estrechándose en la base. Semillas  redondeadas.

## Distribución y hábitat
La floración se produce en verano en lugares arenosos, a menudo en la turba en los bosques de pinos, a una altitud de 0 - 50 metros en  Florida.
Nolina atopocarpa es tolerante al fuego y, posiblemente, dependiente del fuego. Se encuentra principalmente en el lado este del río Apalachicola en el condado de la Libertad y el condado de Franklin y dispersas en el este de Florida. Las plantas son extremadamente raras y están en peligro de extinción en el estado de Florida.

## Taxonomía
Nolina atopocarpa fue descrita por Harley Harris Bartlett y publicado en Rhodora 11(124): 81–82, en el año 1909.
Etimología
Nolina: nombre genérico otorgado en honor del botánico francés  Abbé P. C. Nolin, coautor del trabajo publicado en 1755 Essai sur l'agricultura moderne.
atopocarpa: epíteto latíno